# NGC 5929
NGC 5929 هي مجرة تتبع كوكبة العواء. اكتشفها جون هيرشل في 13 مايو 1828.

## روابط خارجية
- NGC 5929 على موقع ويكي سكاي: DSS2, SDSS, GALEX, IRAS, Hydrogen α, X-Ray, Astrophoto, Sky Map, Articles and images